# Harald Sohlberg

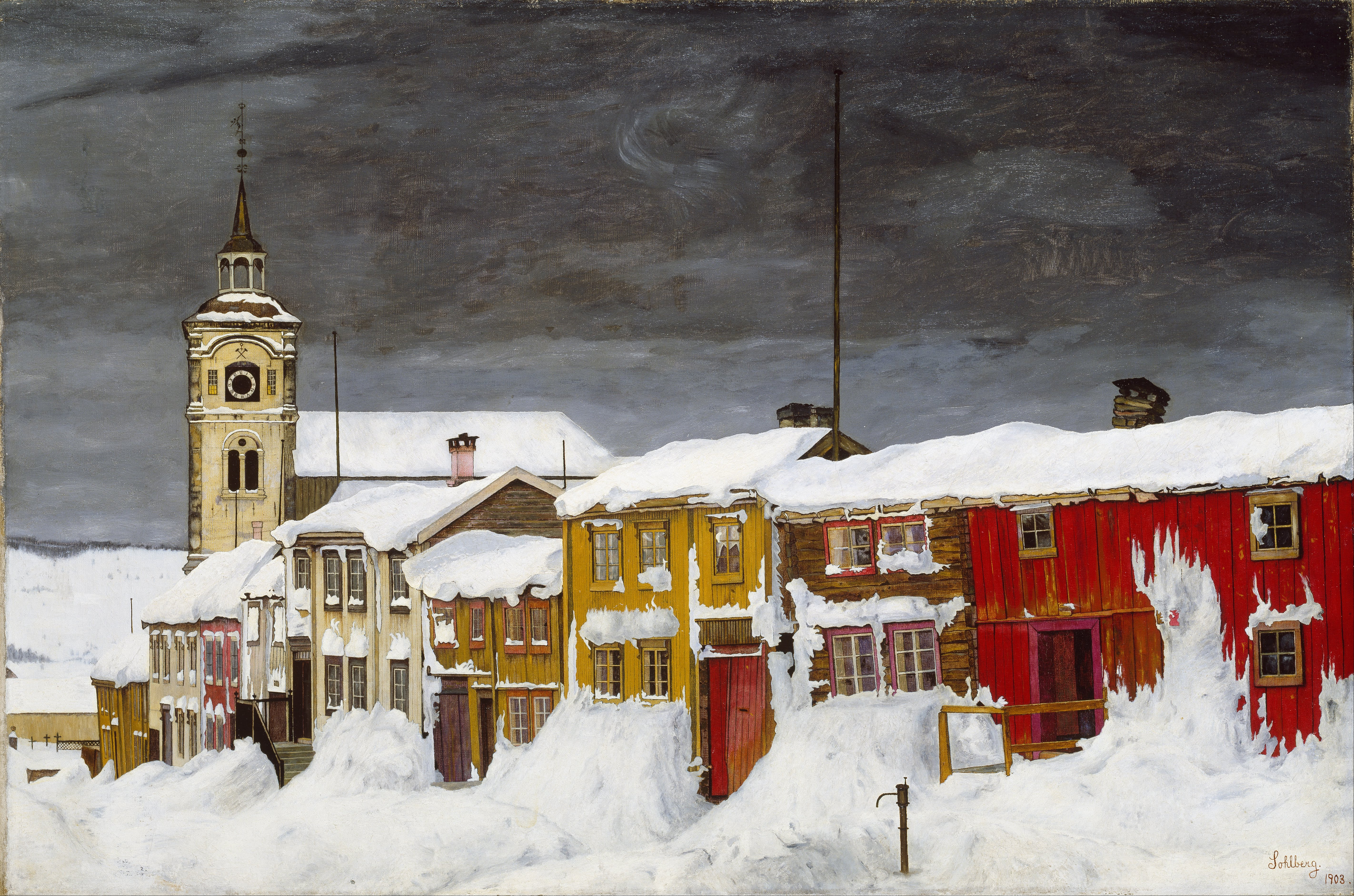
Calle de Røros en invierno (1903), Galería Nacional de Noruega, Oslo

Harald Oskar Sohlberg (Oslo, 29 de septiembre de 1869-ibídem, 19 de junio de 1935) fue un pintor neorromántico noruego. 

## Biografía
Se formó en el estudio de Kristian Zahrtmann en Copenhague (1891-1892) y en el de Harriet Backer en Oslo. Entre 1895 y 1897 prosiguó su formación en París y Weimar. Su estilo se enmarcó en el neorromanticismo, especialmente en paisajes de tono misterioso que evocan la soledad humana y lo infinito de la naturaleza, con un dibujo detallista y una luminosidad que recuerda el esmalte: Brasas de noche (1893, Galería Nacional de Noruega, Oslo), Noche de verano (1899, Galería Nacional de Noruega), Noche (1902-1903, Trøndelag Kunstgalleri, Trondheim), Invierno en Rondane (1914, Galería Nacional de Noruega).